# Церковь Святого Андрея (Олдгейт)
Церковь Святого Андрея (Сент-Эндрю Андершафт; англ. St. Andrew Undershaft) — бывшая англиканская приходская церковь в квартале Олдгейт (Сити) города Лондона (Великобритания); одна из немногих церквей в Лондонском Сити, не разрушенная ни в период Великого лондонского пожара 1666 года, ни в ходе бомбардировок Второй мировой войны. Сегодня является частью прихода церкви Святой Елены в Бишопсгейте.

## История и описание
Первое здание церкви Святого Андрея в Олдгейте, на улице Лиденхолл-стрит, было построено в Средневековье, о чем свидетельствуют записи в документах, датированных 1147 годом. Храм неоднократно перестраивался: первый раз он был перестроен в XIV веке, а затем — в 1532 году. Сегодняшнее здание, возведённое в стиле английской перпендикулярной готики, является третьим по счёту. Многие элементы интерьера средневекового здания пережили викторианскую рестарвацию.
Необычное название церкви — «Андершафт», буквально «у ствола» — происходит от ствола майского дерева, которое традиционно устанавливали каждый год напротив церковного здания. Обычай сохранялся до 1517 года; сам шест просуществовал до 1547 года, после чего толпа уничтожила его как «языческий идол». На церковной башни-колокольне подвешены шесть колоколов, один из которых был отлит в 1597 году Робертом Мотом (Robert Mot).
Церковный орган, созданный по проекту Ренатуса Харриса (Renatus Harris), был установлен в 1696 году. Он был расширен в 1750 году Джоном Байфилдом и отреставрирован в 1810—1811 и 1826 годах. Британский институт органных исследований (British Institute of Organ Studies, BIOS) выдал ему исторический сертификат первой степени. 4 января 1950 года церковное здание было внесена в список памятников архитектуры первой степени (Grade I).